# Dekanat Zollern
Das Dekanat Zollern ist ein Dekanat in der Erzdiözese Freiburg.

## Geschichte
Mit der Dekanatsreform zum 1. Januar 2008 wurde das Dekanat Zollern als eines von 26 Dekanaten des Erzbistums Freiburg errichtet. Sitz des Dekanats ist Hechingen. Das Dekanat bildet zusammen mit den Dekanaten Hegau, Konstanz, Linzgau und Sigmaringen-Meßkirch die Region Bodensee/Hohenzollern des Erzbistums Freiburg.
Von ursprünglich neun Seelsorgeeinheiten verringerte sich deren Anzahl bis zum 1. Januar 2015 auf fünf.

## Gliederung
Das Dekanat Zollern gliedert sich in die folgenden fünf Seelsorgeeinheiten:
| Seelsorgeeinheiten                     | zugehörige Pfarreien und Filialen |
| -------------------------------------- | --- |
| SE Bisingen-Grosselfingen-Rangendingen | St. Nikolaus (Bisingen), St. Hubertus (Grosselfingen), St. Peter und Paul (Steinhofen), St. Ulrich (Thanheim), St. Wolfgang (Wessingen), St. Georg (Zimmern), St. Gallus (Rangendingen), St. Ägidius (Höfendorf), St. Agatha (Bietenhausen) |
| SE Empfingen-Dießener Tal              | St. Georg (Empfingen), St. Laurentius (Betra), St. Cyriak (Dettensee), St. Margaretha (Fischingen), St. Gallus (Glatt), St. Peter (Dettingen), St. Martin (Dießen), St. Pantaleon (Dettlingen) |
| SE Eyachtal Haigerloch St. Anna        | Hl. Dreifaltigkeit (Haigerloch), St. Clemens (Bittelbronn), St. Clemens (Gruol), St. Peter und Paul (Weildorf), St. Patricius (Heiligenzimmern), St. Valentin (Trillfingen), St. Jakobus (Bad Imnau), St. Jakobus (Owingen), St. Johann Baptist (Hart), St. Michael (Stetten)                                                                                     |
| SE St. Luzius Hechingen                | Stiftskirche St. Jakobus (Hechingen), St. Marien (Weilheim), St. Markus (Stein), St. Wendelin (Bechtoldsweiler), St. Aìntonius (Sickingen), St. Johannes (Beuren), St. Dionysius (Schlatt), St. Nikolaus (Boll), Klosterkirche St. Johannes (Stetten) |
| SE Burladingen-Jungingen               | St. Fidelis (Burladingen) mit der Filiale St. Peter und Paul (Gauselfingen), St. Nikolaus (Hausen im Killertal) mit den Filialen Mater Dolorosa (Killer) und St. Johannes der Täufer (Starzeln), St. Silvester (Jungingen), St. Stephan (Melchingen), St. Martin (Ringingen), St. Michael (Salmendingen), St. Silvester (Stetten u.H.), St. Mauritius (Hörschwag) |

## Demographische und sozialräumliche Struktur
Die früheren hohenzollerischen Orte (nördlicher Teil der ehemaligen Hohenzollernschen Lande) des Zollernalbkreises gehören heute zum Dekanat Zollern des Erzbistums Freiburg. Die ehemals württembergischen Orte gehören dagegen zum Gebiet der Diözese Rottenburg-Stuttgart. Daneben macht sich auch noch die alte Kreiseinteilung bemerkbar: Die Orte des ehemaligen Landkreises Hechingen sind dem Dekanat Zollern, die des früheren Landkreises Balingen dem Dekanat Balingen, die des Landkreises Sigmaringen (inklusive Hartheim und Heinstetten) dem Dekanat Sigmaringen-Meßkirch und Schörzingen dem Dekanat Rottweil zugeordnet.
Das Dekanat Zollern ist in Ost-West-Richtung etwa 50 km lang und in der Mitte etwa 10 km breit. Im Osten ist das Dekanat über eine Strecke von etwa 5 km mit dem Dekanat Sigmaringen-Meßkirch verbunden. Das Bildungshaus St. Luzen in Hechingen bildet den geographischen Mittelpunkt.

## Besonderheiten
Die Pfarrei St. Gallus (Wellendingen-Wilflingen) der Erzdiözese Freiburg ist einer Seelsorgeeinheit der Diözese Rottenburg-Stuttgart zugeordnet.